# Kaba (vulkaan)
De Kaba is een stratovulkaan op het eiland Sumatra in Indonesië. De 1940 meter hoge Kaba vormt een tweelingvulkaan met de Hitam. Op de top heeft de Kaba een langwerpig kratercomplex waarin zich drie grote kraters bevinden.
De Kaba is een actieve vulkaan die in de 19e en 20e eeuw verschillende freatische erupties heeft gehad, veelal met een waarde van 2 in de vulkanische-explosiviteitsindex (VEI). De laatste uitbarsting dateert van augustus 2000. Eerdere erupties werden geregistreerd in 1833, 1834, 1853, 1873, 1907, 1939, 1950, 1952 en 1956.
De vulkaan bevindt zich in de regentschappen Rejang Lebong en Kepahiang, provincie Bengkulu.